# ビディ・ビディ難民キャンプ
ビディ・ビディ難民キャンプ(英語：Bidi Bidi Refugee Settlement)は、ウガンダ北西部の難民キャンプ。
現在進行中の南スーダン内戦で発生した難民の内27万人以上が暮らしており、2017年前半時点で世界最大の難民キャンプである。

## 地理
ビディ・ビディはユンベ県の東半分の250km2を占めており、南スーダン国境からモヨ県の一部にまでコチ川西岸に広がっている。

## 歴史
2016年8月に難民キャンプが設置されるまでは小さな村だった。

## 健康
南スーダン難民の増加に伴い、健康状態や医療資源への懸念が高まっており、2017年の前半だけで180人(半分近くが子供)が死亡した。
人権や倫理の観点からは、障害者や老人が優先されない事で受け取る資源が少なくなっている。
例えば同国北部のアイロ地区のキャンプでは、孤児も含む弱者にはより多くの援助を提供するよう設計されている。
子供達は人身売買の対象にもなっている。